# David Earle Johnson
Jonathan David Earle Johnson († 1998) war ein amerikanischer Perkussionist, der vor allem im Fusionbereich tätig war (auch als Komponist, Toningenieur und Musikproduzent).
Johnson war als Perkussionist an zahlreichen Alben der New Yorker Fusionszene beteiligt, zunächst 1971 an dem Album von Air. In den nächsten Jahren folgten Aufnahmen mit Billy Cobhams Total Eclipse und der Gruppe Atmospheres (Voyage to Uranus 1974), Czesław Niemens (Mourner’s Rhapsody), Jan Hammers First Seven Days (1975), Lenny Whites Big City, Miroslav Vitous’ Majesty Music (1977) und Josh White Jr.s Debütalbum (1978). Seit 1978 legte er auch Alben unter eigenem Namen vor.
Weiterhin arbeitete er mit John Abercrombie, Dan Wall, Jeremy Steig, Oregon, Bob Belden, John Williams und Sea Level. Auch war er Mitglied von  The Players Association und von The Beautiful Earth Jazz Band (The Feeling's Mutual 1986). Tom Lord verzeichnet 26 Aufnahmen zwischen 1974 und 1992.

## Diskographische Hinweise
- Time Is Free (Vanguard Records 1978)[2]
- Skin Deep - Yeah ! (Jonathan David Earle Music 1979)
- David Eale Johnson with Jan Hammer: Hip Address (CMP 1980, mit Jeremy Steig)
- David Earle Johnson, John Abercrombie, Dan Wall: Route Two (Landslide Records 1981)
- David Earle Johnson, Jan Hammer, John Abercrombie: The Midweek Blues (Plug Records 1983)
- White Latining (Intercord 1993)